# Edward Grant (Pädagoge)
Edward Grant (oder Graunt; * um 1546; † 4. August 1601) war ein gelehrter englischer Schulmann und Verfasser lateinischer Poesie. Er war Rektor der Westminster School sowie der erste Biograf des englischen Pädagogen Roger Ascham.

## Leben
Edward Grant erhielt seine gelehrte Vorbildung in der Westminster School und immatrikulierte sich am 22. Februar 1564 als Stipendiat des  St John’s College (Cambridge), wo er die notwendigen theologischen und philologischen Studien für den Bachelor of Arts um 1567 vollendete. Im Februar 1572 erhielt er an der Universität Oxford aufgrund seiner Studien in Cambridge den Titel eines Bachelor of Arts verliehen. Einen Monat später erlangte er an derselben Universität den Grad eines Master of Arts, nachdem er von der Pflicht eines entsprechenden Hochschulaufenthalts befreit worden war. Der englische Wissenschaftshistoriker Anthony Wood behauptet, dass Grant zuerst Mitglied des College von Christ Church (Oxford) oder Broadgates Hall (Oxford) und anschließend des Exeter College gewesen sei, doch verzeichnen ihn die Universitätsmatrikel für keines dieser Colleges als Studenten. 
1572 wurde Grant zum Rektor der Westminster School ernannt, nachdem er schon zwei Jahre lang die Stelle eines stellvertretenden Rektors an diesem Bildungsinstitut bekleidet hatte. Hier erzog er viele Schüler, die später eine bedeutende Stellung im Staat und in der Kirche einnahmen. Er war ein gründlicher Kenner vor allem der griechischen, aber auch der lateinischen Sprache. So verfasste er ein Graecae Linguae Spicilegium (London 1575), das er Lord Burghley widmete. Da das Werk aber nur für Gelehrte geschrieben war, machte sein Konrektor William Camden später einen Auszug unter dem Titel Institutio graecae grammatices compendiaria, in usum regiae Scholae Westmonasteriensis (1597). Dieses Exzerpt wurde in vielfachen Auflagen verbreitet und war längere Zeit die beliebteste griechische Grammatik in den höheren englischen Bildungsanstalten.
Im Mai 1577 wurde Grant anstelle des Doktors Thomas Watts zum Präbendar oder Kanoniker an der Kollegiatkirche zu Westminster gewählt. In demselben Jahr erlangte er die Würde eines Baccalaureus der Theologie an der Universität Cambridge, deren Mitglied er seit Dezember 1573 war. Seit 1580 wirkte er an dieser Hochschule als Prediger und erwarb später auch den Grad eines Doktors der Theologie. Von Dezember 1584 bis ins folgende Jahr fungierte er als Vikar von South Benfleet in der Grafschaft Essex und wurde sodann im November 1586 Pfarrer von Bintree und Foulsham in Norfolk sowie 1589 Kanoniker von Ely.
Am 15. Dezember 1587 schrieb Grant einen lateinischen Brief an die Königin und bat um die Entlassung aus dem Lehrdienst, den er bereits 17 Jahre versehen hatte. Schließlich entsagte er im Februar 1592 der Stelle als Rektor der Westminster School, in welcher Stellung ihm William Camden nachfolgte, und nahm das Amt eines Pfarrers zu East Barnet an, das ihm im November 1591 verliehen worden war. Seit April 1598 übte er das Amt des Pfarrers von Toppesfield in Essex aus. Er war auch Subdekan der Westminster Abbey und wurde nach seinem am 4. August 1601 erfolgten Tod in dieser Abtei begraben. Sein im Alter von nur fünf Jahren im Januar 1588 verstorbener Sohn Edward war hier ebenfalls beigesetzt worden; ein anderer Sohn, Gabriel, erhielt seine Hochschulbildung am Trinity College (Cambridge) und wurde 1600 Master of Arts, 1612 Doktor der Theologie sowie im gleichen Jahr Kanoniker von Westminster, welche Stelle er bis 1638 bekleidete. Grant hatte noch weitere Kinder mit seiner Gattin Susan, die 1611 starb, so u. a. die Töchter Susanna, die den Pastor John Dix ehelichte, sowie Sarah, die unverheiratet blieb.
Außer dem erwähnten Werk über die griechische Sprache besorgte Grant auch eine erweiterte und verbesserte Auflage des griechischen Wörterbuchs des französischen Juristen Jean Crespin (Lexicon graeco-latinum Joannis Crispini, opera et studio E. G., London 1581), die er Robert Dudley, 1. Earl of Leicester widmete. Ferner veröffentlichte er eine Ausgabe der Briefe und Gedichte des bekannten englischen Philologen Roger Ascham, mit dem er eng befreundet war (Epistolae et poemata Rogerii Aschami, accedit oratio de vita et obitu ejus ac dictionis elegantia; cum exhortatione ad adolascentulos, London 1577). Grant besaß selbst eine nicht unbedeutende Anlage zur lateinischen Poesie, wie seine in verschiedenen Werken zerstreuten Versuche zeigen. So beklagte er den Tod von Bischof John Jewel und von Roger Ascham in lateinischen Versen.